# محمد البصري
محمد البصري المشهور بالفقيه (1925، منطقة دمنات - 14 أكتوبر 2003، شفشاون) مقاوم وسياسي مغربي، مؤسس المنظمة السرية وأحد قادة جيش التحرير، الذي قاوم الحماية الفرنسية، وبعد الاستقلال شارك في تأسيس حزب الاتحاد الوطني للقوات الشعبية اثر انشقاقه عن حزب الاستقلال عام 1959، وتولى إدارة صحيفة «التحرير» الناطقة بلسان الحزب الجديد. عارض بشكل راديكالي نظام الحسن الثاني، اعتقل على اثرها وعذب وحكم عليه بالإعدام غيابيا ثلاث مرات. عاد إلى المغرب سنة 1996 بعد حوالي 30 عاما في المنفى.

## مسيرته
ولد محمد البصري بقرية أدوز التي تشكل نقطة وصل بين سلسلة جبال الأطلس قرب مدينة دمنات شرق مراكش. بعد دراسته في كتاب قرآني التحق سنة 1944 بمعهد بن يوسف في مراكش، حيث بدأ نشاطه ضد للاحتلال الفرنسي. يحكي في مذكراته كيف رأى مشهد مُعمر فرنسي وهو يجلد مواطنا مغربيا أمام الملأ دون أن يردعه أحد، وكيف كان يسطو الاستعمار على ممتلكات ونهبها بالابتزاز، وجشع باشا مراكش التهامي الكلاوي مع الفلاحين.
من خلال معهد بن يوسف ساهم في نثر بذور ما سيعرف لاحقا بالاتحاد الوطني لطلبة المغرب، فدخل في مواجهة مباشرة مع باشا مراكش الكلاوي، ويروي أن الكلاوي كان يدعو الأسر إلى عدم تعليم البنات خوفا في وقوعهم في الحمل والدعارة، فرد عليه الفقيه أمام الجميع في إحدى المظاهرات بأن حمل البنت أقل من 12 سنة أمر مستحيل، وأن الكلاوي هو الراعي الأول للدعارة بمراكش، فغضب الباشا، وصوب بندقيته نحوه، وكاد يقتله لولا منع الفرنسيين له كي لا يقع هيجان في صفوف الطلبة.
ساهم في تنظيم الخلايا المسلحة الأولى وفي قيادة حركة المقاومة الوطنية ضد الاحتلال في النصف الأول من الخمسينيات، حيث أسس جيش التحرير سنة 1953 رفقة محمد الزرقطوني ورحال المسكيني وغيرهم، وأطلقوا عمليات فدائية أضرت كثيرا بالفرنسيين، حتى القوا عليه القبض بعد ذلك بسنة، وحكموا عليه بالإعدام عام 1954، وتمكن في 1955 من الفرار من سجن القنيطرة قبل تنفيذ الحكم.

## بعد الاستقلال
خلال السنوات الأولى من استقلال البلاد كان الفقيه البصري الشخصية الثانية والوحيدة بعد الملك محمد الخامس الذي يلقي خطابه بعد خطاب السلطان في كل مناسبة لتخليد ذكرى ثورة الملك والشعب. يروي أحمد ويحمان، صديق الفقيه، أن الملك محمد الخامس كان يعتبر الفقيه ابنا له رفقة عبد الكريم الخطيب. ويزكيه محمد عابد الجابري بقوله أن حزب الاتحاد الوطني للقوات الشعبية كان يَسير بمحركين: المهدي بنبركة والفقيه البصري. أعطى محمد الخامس للفقيه ثقته الكاملة من أجل تشكيل حكومة عبد الله إبراهيم، التي ستسقط سريعا بعد عام ونصف من العمل، بسبب ضغوطات عدة تيارات، أبرزها أحمد رضا كديرة وولي العهد مولاي الحسن.
قبل اعتلاء الحسن للعرش بقليل، اعتقل الفقيه البصري بسبب خط تحرير جريدة التحرير رفقة عبد الرحيم بوعبيد سنة 60، وبسبب مقاطعة الاتحاديين لدستور سنة 62 وانتقادهم لموقف المغرب في إطار حرب الرمال، ازداد بينهم وبين القصر الملكي، فتم القاء القبض عليه فيما يعرف بأحداث 16 يوليو 1963، حيث تم كشف خلايا ثورية من منظمتين مسلحتين، واحدة يرأسها الفقيه محمد البصري والثانية تابعة لشيخ العرب المسمى أحمد اجوليز، وكان المهدي بن بركة ينسق بينهما ويقدم لهما التغطية السياسية. بعد اعتقال المجموعتين صدر بحق الفقيه وآخرين حكم الإعدام.
وأكد لاحقا الضابط السابق في صفوف المخابرات المغربية أحمد البخاري تفاصيل عن تفتيش منزل الفقيه البصري بعد الوصول إليه وكيف وضع عصابة على عينيه ويداه لأزيد من عشر ساعات، واقتياده إلى مركز المخابرات بدار المقري ليتم تعذيبه بحضور الدليمي وأوفقير.
في شهر يوليو 1965 انتهت المفاوضات بين القصر وقيادة الاتحاد الوطني للقوات الشعبية إلى باب مسدود، التي كانت تحاول فك الأزمة السياسية التي أعقبت “انتفاضة” الدار البيضاء، بالمشاركة في حكومة وحدة وطنية، خصوصا بعد إطلاق سراح محمد الفقيه البصري وعمر بن جلون ومومن الديوري وعدد من قيادي الحزب. قبل الحزب الدخول إلى حكومة وطنية لكن بعد إجراء الانتخابات، أعلن الملك في يونيو حالة الاستثناء، لتتطور الأمور إلى قطيعة في الحوار. أكد أحمد البخاري، الضابط السابق في صفوف المخابرات المغربية، أن الفقيه البصري جرى تفتيش منزله بعد الوصول إليه، وأثناء التفتيش وضعوا عصابة على عينيه ويداه كانتا مقيدتين إلى الخلف، وجرى التفتيش بحضور الدليمي، حيث خضع المنزل لتفتيش دقيق وشامل، وتم تمزيق الأسرة وأرائك الجلوس، والبحث في محتواها، وأفرغت جميع الخزانات بما فيها تلك التي كانت موضوعة في غرفة النوم، بالإضافة إلى حجز جميع الأموال والمجوهرات والوثائق وحتى جوازات سفره وزوجته".

### المنفى
فر الفقيه البصري سنة 1966 إلى فرنسا عن طريق إسبانيا. والتحق بمئات اللاجئين في الجزائر، في يناير 1967. ساعده منفاه كثيراً في التعرف على العالم العربي، متنقلاً بين الجزائر وليبيا وسوريا وبلدان المشرق، وأقام في باريس فترة طويلة. تعرف على جمال عبد الناصر إلى الرئيسين السوري والعراقي إلى ملوك المنطقة، كما توقف طويلاً في الجزائر واتهم خصومه بمحاربة بلاده من هناك، لكنه في الوقت نفسه كان مدافعاً عن المغرب في الجزائر، كما دافع عن الثورة الجزائرية في المغرب. تردد وقتها أنه تورط في احداث قلاقل مدنية ضمن ما يعرف بهجمات «مولاي بوعزة» شمال البلاد ووسطها، حين قدم مع نشطاء في الاتحاد من الجزائر ونفذوا هجمات مسلحة، اختار بعدها المعتدلون في الحزب تأسيس حزب الاتحاد الاشتراكي للقوات الشعبية بزعامة عبد الرحيم بوعبيد، بينما ظل الفقيه البصري متمسكاً بالخيار الثوري. كما ظل معارضاً لأي انفتاح مغربي على إسرائيل، وحاول التقارب بين المغرب وليبيا. وكان واحداً من أبرز معارضي حرب الرمال. كما عُرف عنه دعمه لمصطفى الوالي الزعيم الأول لجبهة البوليساريو الذي تدخل من أجل سفره إلى ليبيا، لكنه عزا ذلك الدعم إلى مناهضة الاستعمار الأسباني في الصحراء.

### محاولة اغتيال الحسن

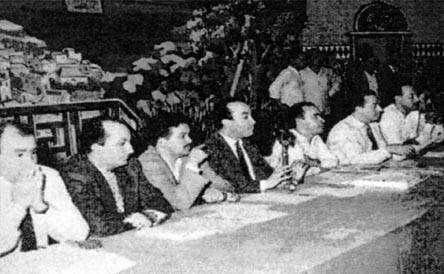
عبد الرحمن اليوسفي وعن يمينه محمد البصري: زعيم أحداث مولاي بوعزة سنة 1973، وعلى يساره المهدي بن بركة

قامت مجموعة من المنتسبين لحزب القوات الشعبية، إضافة لبعض رفاقهم الذين دخلوا إلى المغرب بعدما عاشوا لفترات بالجزائر، القيام بثورة انطلاقا من جماعة مولاي بوعزة الصغيرة بإقليم خنيفرة سنة 1973، وكان الفقيه من المشاركين، وحكم على هذه الثورة بالفشل الذريع، وإعدام بعض المشاركين فيها كعمر دهكون.
استمر الفقيه في نهجه العسكري ضد الملك المغربي، واستغل وجوده في سماء مدريد، ونسّق مع وديع حداد، قائد الجبهة الشعبية لتحرير فلسطين، على إطلاق صاروخ يفجر الطائرة الملكية من إحدى الفيلات، إلا أن الفقيه طلب وقف العملية، ولم يعرف أبدا السبب.
ويذكر محمد اليازغي أن الفقيه كان ينسق مع الأمن العسكري الجزائري من أجل القيام بأعمال عنف بالمغرب دون موافقة الحزب وهو ما خلق القطيعة بينه وبين قياديي الحزب بالمغرب.

### العودة للمغرب
جرى أول اجتماع بينه وبين وزير الداخلية ادريس البصري في باريس نهاية الثمانينات. اكتفى الوزير البصري بقراءة ورقة مكتوبة أمام المعارض البصري تضمنت رسالة من الحسن الثاني بشأن عودته إلى البلاد. بعد خمس سنوات، عاد للمغرب منتصف عام 1995، إثر عفو شامل أصدره الحسن الثاني عن المنفيين والمعارضين والمعتقلين السياسيين، فبدأ الفقيه البصري يعمل على مشروع «الكتلة التاريخية» الذي حاول من خلاله لم صفوف قوى اليسار واليمين والتيارات الإسلامية لوضع حد للعديد من الممارسات السياسوية إعلاء للمصلحة العامة.
بعد وفاته وجه الملك محمد السادس برقية تعزية لعائلة الفقيه البصري الذي وصفه بأنه «أحد قادة المقاومة المجاهدين من أجل استقلال المغرب وتحريره ووحدته وعزته».